# インドネシア社会党
インドネシア社会党（インドネシアしゃかいとう、Partai Sosialis Indonesia) は、かつてインドネシアに存在した政党である。インドネシアには複数の「社会党」があり、インドネシア独立戦争期には以下の4政党があった。
1. アミル・シャリフディン Amir Sjarifuddin が結成したインドネシア社会党 Partai Sosialis Indonesia（略称Parsi）
2. スタン・シャフリルが結成した人民社会党 Partai Rakyat Sosialis（略称Paras）
3. （1）のParsiと（2）のParasが合併してできた社会党 Partai Sosialis
4. （3）が分裂してシャフリル派が結成したインドネシア社会党 Partai Sosialis Indonesia（略称PSI）である。

以下の本文では上記の4政党を区別するために、（3）の社会党だけはそのままの表記で、（1）はParsi、（2）はParas、（4）はPSIとそれぞれ略記する。

## 沿革

### 独立革命期
1945年8月17日に独立を宣言したインドネシア（旧オランダ領東インド）は、その後4年5ヶ月、対オランダ独立戦争を戦った。そして、独立宣言からの短い期間のうちに、翌1946年に予定されていた総選挙に向けて、さまざまな政党が結成された（なお、予定された総選挙は独立戦争とその後の混乱のために延期され、第1回総選挙は1955年に実施された）。

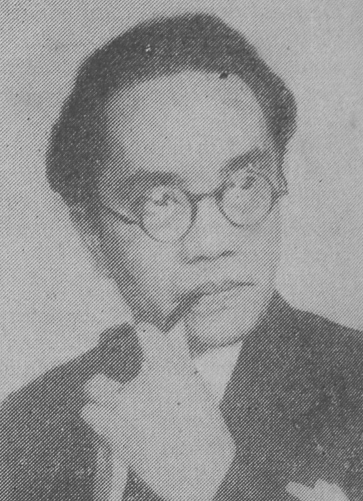
アミル・シャリフディン

それらの政党のうち、1945年11月10日にアミル・シャリフディンが結成したインドネシア社会党 Parsi と、同年11月20日、シャフリルが結成した人民社会党 Paras は、12月17日、合併して社会党 Partai Sosialis となった。
その後、3期のシャフリル内閣（1945年11月14日-1947年6月27日）とそれに続く2期のアミル内閣（1947年7月3日-1948年1月29日）には、この社会党から多数のメンバーが入閣し、社会党首班内閣として、インドネシア最初期の国政運営を担った。当時、民族主義運動のリーダーと目されていたスカルノ大統領とハッタ副大統領も、この社会党首班内閣を支持した。
スカルノとハッタは、日本軍政への協力を各勢力から非難されて、独立宣言直後は指導力を発揮できない状態だった。シャフリルは日本軍政下で対日協力を拒否したという経歴によって、また、アミルは、日本軍政時代に抗日地下活動を組織し、軍政当局に逮捕されて終身刑で収監されていたという経歴によって、それぞれ知識人たちや青年グループの支持を集めていた。
当時の社会党は、以下のような支持基盤をもっていた。シャフリルのParas派は、戦前の1930年代にシャフリルやハッタが指導したインドネシア国民教育協会に所属していたメンバーを中心に、オランダ領東インド政府が設置した高等教育機関の卒業生や、オランダ留学から帰国したエリート、知識人たちを含んでいた。アミルのParsi派には、戦前のゲリンド Gerindo（Gerakan Rakyat Indonesia、インドネシア人民運動）のメンバー、労働運動、青年団体、そして非正規武装組織であるプシンド Psesindo（Pemuda Sosialis Indonesia、インドネシア社会主義青年団）が含まれていた。
しかし、シャフリルとアミルが主導したインドネシア最初期の国政は波乱に満ちたものだった。オランダからの独立を目指す外交交渉ではたびたび妥協を強いられ、それが国内の急進派からの批判を招いた。第3次シャフリル内閣がリンガルジャティ協定締結後の混乱によって支持を失って総辞職し、また第2次アミル内閣は、レンヴィル協定締結の責任をとって総辞職した。

### 社会党の分裂
第2次アミル・シャリフディン内閣がオランダとの停戦協定（レンヴィル協定）の承認をめぐる混乱によって総辞職すると、1948年1月29日、副大統領ハッタが組閣することになった。このハッタ内閣を支持するか否かをめぐって、社会党が分裂した。
Parsi系のアミル派は、アミル自身の内閣が締結したレンヴィル協定の承認を支持しなかった。Paras系のシャフリル派はハッタ内閣を支持して社会党を離脱した。社会党内で「外交路線」を標榜していたシャフリル派が離脱したことにより、アミル派が多数を占めた同党は急進化し、オランダとの「闘争路線」に傾斜した。その後、アミル派はインドネシア共産党（PKI）に合流した。
1948年9月18日、東部ジャワのマディウンで、PKI系の武装組織が決起すると、PKI指導者ムソとアミルもマディウンに駆けつけ、ハッタ政権の打倒を呼びかけた。しかしこの「反乱」は1ヶ月あまりで鎮圧され、ムソ、アミルも捕らえられて処刑された。

### PSIの結成
社会党から離脱したParas系のシャフリル派は、ハッタ内閣による外交路線を支持して、1948年2月13日、インドネシア社会党（PSI）を結成した。党首となったシャフリルは、スカルノの要請で、インドネシアの独立を欧米諸国に訴えるため、各国を遊説してまわった。
インドネシアの独立達成後、1955年9月に予定されたインドネシア国政史上初めての総選挙に向けて、各勢力が支持を求めて一般大衆への浸透をはかる活動を開始するなかで、シャフリルのPSIも、1952年、バンドンで第1回党大会を開いた。
多くの政党が大衆動員のためのプロパガンダ活動に力を入れたが、PSIは大衆組織を持たず、その活動はもっぱら出版を通じての言論活動に限定していた。独立戦争期からPSIが発行していた雑誌、Siasat、Sikapは、インドネシア（とくにジャワ）の封建制を克服し、西欧志向型の社会改革をすすめ、複数政党制や議会制民主主義を志向しながら経済発展をめざすという主張を掲げた。
こうしたPSIの活動は、多少浮世離れした知識人中心の運動という色彩が濃かったが、同党には植民地時代の高等教育機関やオランダの大学で学んだ政治エリートが多く、新生国家の経済開発を立案できる数少ない人材を有していたため、独立後のイスラーム系のマシュミ首班内閣にも閣僚として登用された。

### 第1回総選挙後
1955年9月29日に実施された総選挙では、PSIは得票率わずか2.0％で大敗した。その後、議会制民主主義を停止して「指導される民主主義」を掲げたスカルノに対して、その独善的な政治運営を批判し、シャフリルはスカルノの「政敵」として対立した。スカルノとシャフリルの対立のさなかで生じたのが、1958年のスマトラ反乱であった。
インドネシアでは、独立戦争期から権力の分散化が進んだ。スマトラでも地方軍が「軍閥」化し、中央政府との対決姿勢を強めており、1958年2月15日、スカルノ政権に対して、インドネシア共和国革命政府 Pemerintah Revolusioner Republik Indonesia（略称PRRI）樹立を宣言した。この「反乱」にマシュミ関係者とともにPSIからもメンバーが参加し、スカルノの退陣を要求した。
スカルノ政権は1ヶ月ほどでこの反乱を鎮圧し、1959年末の大統領令・大統領決定によって、マシュミとともにPSIの政党活動を禁止した。また、シャフリル自身は反乱勢力に加担しなかったものの、1962年3月に逮捕された。
このようにシャフリル・PSI・マシュミを政治的に葬り去ったことにより、スカルノの「指導される民主主義」は確立するかに思われたが、1965年の「9月30日事件」によってスカルノは失脚した。